# 菲莉丝·科维尔
菲莉丝·科维尔（英語：Phyllis Covell，1895年5月22日—1982年10月28日），英国女子网球运动员。她曾代表英国参加1924年夏季奥林匹克运动会网球比赛，搭档凱斯琳·麥克凱恩·戈弗瑞获得女子双打银牌。